# Gäa (historischer Verband)
Die Gäa war ein adlig-bürgerlicher deutscher Zusammenschluss und wurde 1922 in München gegründet;
der Verein löste sich im März 1933 auf.

## Hintergrund und Mitglieder
Die Vereinigung trat vor allem als Finanzier deutschnationaler Massenpropaganda auf; sie wurde zur wichtigsten Propagandaschaltstelle der Deutschnationalen in Süddeutschland. Die behandelten Themen waren anfangs vor allem die „Kriegsschuldlüge“, die Dolchstoßlegende und der Friedensvertrag von Versailles. In der Gäa versammelten sich Großgrundbesitzer, Ruhrindustrielle, höhere Offiziere und Rechtsintellektuelle.
Der erste Vorsitzende war Eugen Fürst zu Oettingen-Wallerstein, der zugleich Vorsitzender des Großgrundbesitzerverbandes war; der zweite Vorsitzende war Karl Haniel. Geschäftsführer war Franz Eduard Freiherr von Gebsattel. Gebsattel und Paul Nikolaus Cossmann, Herausgeber der Süddeutschen Monatshefte, hielten über Paul Reusch engen Kontakt zu den schwerindustriellen Geldgebern.
Paul Reusch war einer der mächtigsten deutschen Industriekapitäne. Über Beteiligungen der Familienaktionäre der Gutehoffnungshütte im Verlagswesen und die Präsenz in der Gäa hatte die Hütte deutlichen Einfluss in der süddeutschen Presse (v. a. Münchner Neueste Nachrichten, Fränkischer Kurier, Verlag Knorr & Hirth, Süddeutsche Monatshefte), was Reusch 1932 – erfolglos – zugunsten einer Einbindung der NSDAP in eine künftige rechtsgerichtete, wirtschaftsfreundliche Reichsregierung nützen wollte.
Vorstandsmitglieder der Gäa waren ferner Walter Gaulis Clairmont (Vorsitzender des Bayerischen Industriellenverbandes), Albert Vögler, Stahlmagnat, und Geheimrat Georg Heim. Die Gäa stand lose in Kontakt mit dem Deutschen Herrenklub. Gebsattel hielt jedenfalls 1928 Kontakt zu Ernst Röhm.
Weitere Mitglieder waren:
- Ernst Borsig
- Hermann Dietrich (Vorsitzender des Generalverbandes der deutschen Raiffeisengenossenschaften)
- Moritz Freiherr von Franckenstein
- Carl Freiherr von Gienanth (Vorsitzender des Verbandes Pfälzischer Industrieller)
- Georg Enoch Freiherr von und zu Guttenberg
- Karl Ludwig Freiherr von und zu Guttenberg
- Freiherr von Herman (Präsident des Reichsforstwirtschaftrates)
- Fürst zu Hohenlohe-Langenburg
- Alfred Hugenberg
- Fürst zu Isenburg-Birstein (Reichsgrundbesitzerverband)
- Gustav von Kahr
- Freiherr zu Kerckerinck (westfälischer Gutsbesitzer)
- Johann Adolf Graf von Kielmansegg
- Erwein Theodor Philipp Fürst von der Leyen (Vorsitzender der bayerischen Abteilung der „Deutschen Adelsgenossenschaft“ DAG)
- Karl Alexander von Müller
- Konrad Graf von Preysing
- Prinz Schönaich-Carolath
- Hans Schwarz
- Graf zu Solms-Laubach
- Kurt Sorge (Vorsitzender des Reichsverbandes der deutschen Industrie)
- Martin Spahn
- Oswald Spengler
- Franz Schenk von Stauffenberg
- Friedrich zu Stolberg-Wernigerode
- Otto Graf zu Stolberg-Wernigerode
- Alfred von Tirpitz
- Josias zu Waldeck und Pyrmont
- Tilo von Wilmowsky